# Praça da Cruz Vermelha

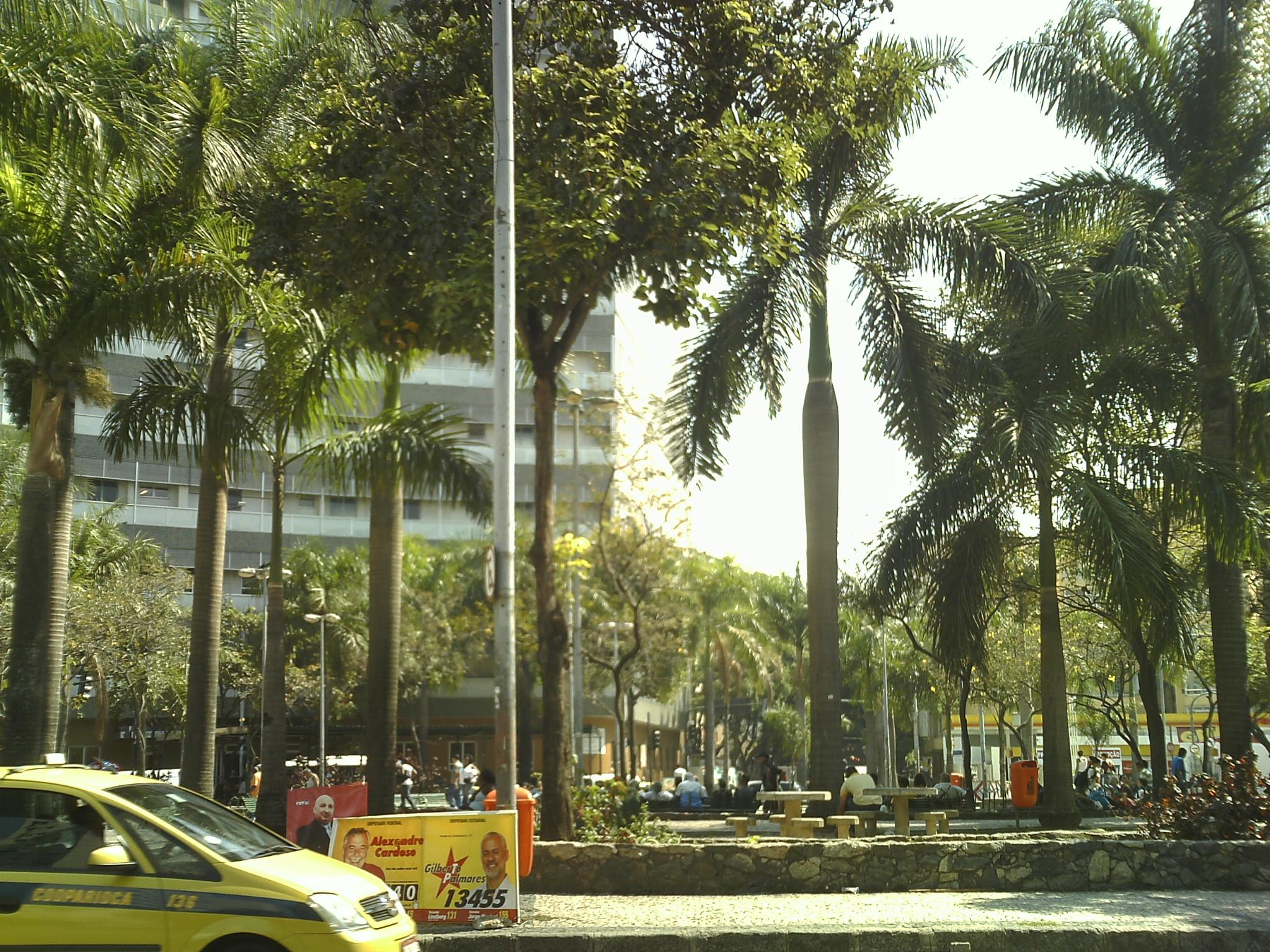
Arborização da Praça da Cruz Vermelha em 2010.

A Praça da Cruz Vermelha é uma praça situada no bairro do Centro, na Zona Central da cidade do Rio de Janeiro. Localiza-se no cruzamento das seguintes ruas e avenidas: Avenida Henrique Valadares; Avenida Mem de Sá; e Rua Carlos Sampaio.
A praça surgiu no local onde ficava o Morro do Senado, desmontado entre os anos de 1880 e 1906. Nos arredores da praça, durante a gestão do prefeito Pereira Passos, foram implantados os primeiros projetos de arruamento e loteamento da cidade, constituindo um marco no processo de evolução do desenho urbano. O formato da praça, circular, era uma das marcas do urbanismo da época.
O logradouro recebeu o nome Praça da Cruz Vermelha por estar situado em frente ao Hospital da Cruz Vermelha. O prédio do hospital, projetado pelo arquiteto Pedro Campofiorito, teve suas obras iniciadas em 1919 e foi inaugurado em 1923.
Atualmente, há planos de se construir uma estação do Metrô do Rio de Janeiro sob a praça. A estação, que se chamaria Estação Cruz Vermelha, atenderia à Linha 2. A estação chegou a ter suas obras iniciadas em 9 de junho de 1988, segundo noticiado pelo jornal O Globo, no entanto a construção da estação foi suspensa meses depois.

## Pontos de interesse
Os seguintes pontos de interesse situam-se nas redondezas da Praça da Cruz Vermelha:
- Hospital do Câncer I (HC I) do Instituto Nacional de Câncer (INCA)
- Hospital da Cruz Vermelha
- Centro Empresarial Senado
- Instituto Estadual do Cérebro Paulo Niemeyer (IEC)
- Hospital da Beneficência Espanhola